# Zverinac
Zverinac – wyspa w Chorwacji położona na Morzu Adriatyckim, w Archipelagu Zadarskim. Jej powierzchnia wynosi 4,178 km² a długość linii brzegowej 14,274 km. Najwyższe wzniesienie na wyspie ma wysokość 111 m n.p.m.
Według niektórych źródeł wzmianki o wyspie pojawiają się już w 1421, kiedy miała nazywać się Suiran i być posesją szlachciców z Zadaru. Na wyspie znajduje się także barokowy pałac rodziny Fanofongów z 1746.